# Ангелинский ерик
Анге́линский е́рик — ерик в Краснодарском крае России. Длина — 116 км.
Ангелинский ерик берёт начало в Красном лесу. Составная часть Кубанской оросительной системы, созданной в 1932—1951 годах на правобережье Кубани.
По Географическому атласу Российской Империи В. П. Пядышева 1820—1827 гг., река имела сток непосредственно в Азовское море. По 10-вёрстной карте И. А. Стрельбицкого 1882 года и Карте Кавказского края в масштабе пяти вёрст 1877 года устье находилось на Протоке.
По В. Н. Ковешникову, название ерика восходит к тюрк. ангалы — «имеющий мать». Также возможно происхождение от тур. engilik — «простор, ширь».
На ерике находятся станицы Старонижестеблиевская, Новониколаевская и Гривенская, хутора Первомайский, Крупской, Отрубные, Ангелинский и Лебеди, посёлок Красный Лес.